# 2016-os Formula–1 brit nagydíj
A brit nagydíj volt a 2016-os Formula–1 világbajnokság tizedik futama, amelyet 2016. július 8. és július 10. között rendeztek meg az angliai Silverstone-ban.

## Szabadedzések

### Első szabadedzés
A brit nagydíj első szabadedzését július 8-án, pénteken délelőtt tartották.
| helyezés | versenyző        | csapat/motor         | elért idő | különbség | futott kör |
| -------- | ---------------- | -------------------- | --------- | --------- | ---------- |
| 1        | Lewis Hamilton   | Mercedes             | 1:31,654  | −         | 30         |
| 2        | Nico Rosberg     | Mercedes             | 1:31,687  | +0,033    | 34         |
| 3        | Nico Hülkenberg  | Force India-Mercedes | 1:32,492  | +0,838    | 30         |
| 4        | Sebastian Vettel | Ferrari              | 1:32,501  | +0,847    | 20         |
| 5        | Daniel Ricciardo | Red Bull-TAG Heuer   | 1:32,773  | +1,119    | 30         |
| 6        | Kimi Räikkönen   | Ferrari              | 1:33,039  | +1,385    | 28         |
| 7        | Max Verstappen   | Red Bull-TAG Heuer   | 1:33,202  | +1,548    | 22         |
| 8        | Sergio Pérez     | Force India-Mercedes | 1:33,235  | +1,581    | 30         |
| 9        | Carlos Sainz Jr. | Toro Rosso-Ferrari   | 1:33,446  | +1,792    | 19         |
| 10       | Fernando Alonso  | McLaren-Honda        | 1:33,527  | +1,873    | 22         |
| 11       | Danyiil Kvjat    | Toro Rosso-Ferrari   | 1:33,738  | +2,084    | 20         |
| 12       | Jenson Button    | McLaren-Honda        | 1:34,132  | +2,478    | 24         |
| 13       | Valtteri Bottas  | Williams-Mercedes    | 1:34,263  | +2,609    | 38         |
| 14       | Felipe Massa     | Williams-Mercedes    | 1:34,456  | +2,802    | 34         |
| 15       | Romain Grosjean  | Haas-Ferrari         | 1:34,547  | +2,893    | 24         |
| 16       | Jolyon Palmer    | Renault              | 1:34,787  | +3,133    | 29         |
| 17       | Felipe Nasr      | Sauber-Ferrari       | 1:34,805  | +3,151    | 21         |
| 18       | Charles Leclerc  | Haas-Ferrari         | 1:35,869  | +4,215    | 26         |
| 19       | Esteban Ocon     | Renault              | 1:35,980  | +4,326    | 31         |
| 20       | Marcus Ericsson  | Sauber-Ferrari       | 1:36,003  | +4,349    | 19         |
| 21       | Pascal Wehrlein  | Manor-Mercedes       | 1:36,136  | +4,482    | 25         |
| 22       | Rio Haryanto     | Manor-Mercedes       | 1:36,647  | +4,993    | 29         |

### Második szabadedzés
A brit nagydíj második szabadedzését július 8-án, pénteken délután tartották. Nico Rosberg műszaki gondok miatt nem tudott részt venni az edzésen.
| helyezés | versenyző         | csapat/motor         | elért idő  | különbség | futott kör |
| -------- | ----------------- | -------------------- | ---------- | --------- | ---------- |
| 1        | Lewis Hamilton    | Mercedes             | 1:31,660   | −         | 36         |
| 2        | Daniel Ricciardo  | Red Bull-TAG Heuer   | 1:32,051   | +0,391    | 30         |
| 3        | Max Verstappen    | Red Bull-TAG Heuer   | 1:32,286   | +0,626    | 36         |
| 4        | Sebastian Vettel  | Ferrari              | 1:32,570   | +0,910    | 40         |
| 5        | Kimi Räikkönen    | Ferrari              | 1:32,736   | +1,076    | 38         |
| 6        | Fernando Alonso   | McLaren-Honda        | 1:33,040   | +1,380    | 31         |
| 7        | Valtteri Bottas   | Williams-Mercedes    | 1:33,493   | +1,833    | 38         |
| 8        | Romain Grosjean   | Haas-Ferrari         | 1:33,614   | +1,954    | 32         |
| 9        | Jenson Button     | McLaren-Honda        | 1:33,763   | +2,103    | 20         |
| 10       | Felipe Massa      | Williams-Mercedes    | 1:33,801   | +2,141    | 29         |
| 11       | Carlos Sainz Jr.  | Toro Rosso-Ferrari   | 1:33,840   | +2,180    | 27         |
| 12       | Esteban Gutiérrez | Haas-Ferrari         | 1:34,000   | +2,340    | 32         |
| 13       | Danyiil Kvjat     | Toro Rosso-Ferrari   | 1:34,139   | +2,479    | 35         |
| 14       | Felipe Nasr       | Sauber-Ferrari       | 1:34,154   | +2,494    | 25         |
| 15       | Nico Hülkenberg   | Force India-Mercedes | 1:34,321   | +2,661    | 35         |
| 16       | Sergio Pérez      | Force India-Mercedes | 1:34,356   | +2,696    | 37         |
| 17       | Pascal Wehrlein   | Manor-Mercedes       | 1:34,549   | +2,889    | 40         |
| 18       | Jolyon Palmer     | Renault              | 1:34,610   | +2,950    | 41         |
| 19       | Marcus Ericsson   | Sauber-Ferrari       | 1:34,722   | +3,062    | 36         |
| 20       | Kevin Magnussen   | Renault              | 1:34,959   | +3,299    | 41         |
| 21       | Rio Haryanto      | Manor-Mercedes       | 1:35,841   | +4,181    | 36         |
| 22       | Nico Rosberg      | Mercedes             | idő nélkül | –         | 0          |

### Harmadik szabadedzés
A brit nagydíj harmadik szabadedzését július 9-én, szombaton délelőtt tartották.
| helyezés | versenyző         | csapat/motor         | elért idő | különbség | futott kör |
| -------- | ----------------- | -------------------- | --------- | --------- | ---------- |
| 1        | Lewis Hamilton    | Mercedes             | 1:30,904  | −         | 10         |
| 2        | Nico Rosberg      | Mercedes             | 1:30,967  | +0,063    | 18         |
| 3        | Daniel Ricciardo  | Red Bull-TAG Heuer   | 1:31,488  | +0,584    | 6          |
| 4        | Max Verstappen    | Red Bull-TAG Heuer   | 1:31,561  | +0,657    | 7          |
| 5        | Sebastian Vettel  | Ferrari              | 1:32,049  | +1,145    | 10         |
| 6        | Valtteri Bottas   | Williams-Mercedes    | 1:32,736  | +1,832    | 15         |
| 7        | Fernando Alonso   | McLaren-Honda        | 1:32,754  | +1,850    | 11         |
| 8        | Nico Hülkenberg   | Force India-Mercedes | 1:32,798  | +1,894    | 14         |
| 9        | Kimi Räikkönen    | Ferrari              | 1:32,833  | +1,929    | 13         |
| 10       | Carlos Sainz Jr.  | Toro Rosso-Ferrari   | 1:32,889  | +1,985    | 10         |
| 11       | Esteban Gutiérrez | Haas-Ferrari         | 1:32,895  | +1,991    | 12         |
| 12       | Jenson Button     | McLaren-Honda        | 1:33,042  | +2,138    | 11         |
| 13       | Romain Grosjean   | Haas-Ferrari         | 1:33,344  | +2,440    | 13         |
| 14       | Sergio Pérez      | Force India-Mercedes | 1:33,361  | +2,457    | 13         |
| 15       | Felipe Massa      | Williams-Mercedes    | 1:33,440  | +2,536    | 14         |
| 16       | Danyiil Kvjat     | Toro Rosso-Ferrari   | 1:33,538  | +2,634    | 10         |
| 17       | Felipe Nasr       | Sauber-Ferrari       | 1:33,710  | +2,806    | 10         |
| 18       | Jolyon Palmer     | Renault              | 1:33,769  | +2,865    | 13         |
| 19       | Kevin Magnussen   | Renault              | 1:34,049  | +3,145    | 10         |
| 20       | Rio Haryanto      | Manor-Mercedes       | 1:34,471  | +3,567    | 14         |
| 21       | Marcus Ericsson   | Sauber-Ferrari       | 1:34,551  | +3,647    | 7          |
| 22       | Pascal Wehrlein   | Manor-Mercedes       | 1:34,658  | +3,754    | 11         |

## Időmérő edzés
A brit nagydíj időmérő edzését július 9-én, szombaton futották.
| helyezés              | rajtszám | versenyző         | csapat/motor         | 1. rész    | 2. rész  | 3. rész  | rajthely | futott kör |
| --------------------- | -------- | ----------------- | -------------------- | ---------- | -------- | -------- | -------- | ---------- |
| 1                     | 44       | Lewis Hamilton    | Mercedes             | 1:30,739   | 1:29,243 | 1:29,287 | 1        | 14         |
| 2                     | 6        | Nico Rosberg      | Mercedes             | 1:30,724   | 1:29,970 | 1:29,606 | 2        | 14         |
| 3                     | 33       | Max Verstappen    | Red Bull-TAG Heuer   | 1:31,305   | 1:30,697 | 1:30,313 | 3        | 12         |
| 4                     | 3        | Daniel Ricciardo  | Red Bull-TAG Heuer   | 1:31,684   | 1:31,319 | 1:30,618 | 4        | 12         |
| 5                     | 7        | Kimi Räikkönen    | Ferrari              | 1:31,326   | 1:31,385 | 1:30,881 | 5        | 15         |
| 6                     | 5        | Sebastian Vettel  | Ferrari              | 1:31,606   | 1:30,711 | 1:31,490 | 11[1]    | 17         |
| 7                     | 77       | Valtteri Bottas   | Williams-Mercedes    | 1:31,913   | 1:31,478 | 1:31,557 | 6        | 12         |
| 8                     | 55       | Carlos Sainz Jr.  | Toro Rosso-Ferrari   | 1:32,115   | 1:31,708 | 1:31,989 | 7        | 15         |
| 9                     | 27       | Nico Hülkenberg   | Force India-Mercedes | 1:32,349   | 1:31,770 | 1:32,172 | 8        | 18         |
| 10                    | 14       | Fernando Alonso   | McLaren-Honda        | 1:32,281   | 1:31,740 | 1:32,343 | 9        | 15         |
| 11                    | 11       | Sergio Pérez      | Force India-Mercedes | 1:32,336   | 1:31,875 |          | 10       | 12         |
| 12                    | 19       | Felipe Massa      | Williams-Mercedes    | 1:32,146   | 1:32,002 |          | 12       | 10         |
| 13                    | 8        | Romain Grosjean   | Haas-Ferrari         | 1:32,283   | 1:32,050 |          | 13       | 14         |
| 14                    | 21       | Esteban Gutiérrez | Haas-Ferrari         | 1:32,237   | 1:32,241 |          | 14       | 14         |
| 15                    | 26       | Danyiil Kvjat     | Toro Rosso-Ferrari   | 1:32,553   | 1:32,306 |          | 15       | 12         |
| 16                    | 20       | Kevin Magnussen   | Renault              | 1:32,729   | 1:37,060 |          | 16       | 12         |
| 17                    | 22       | Jenson Button     | McLaren-Honda        | 1:32,788   |          |          | 17       | 3          |
| 18                    | 30       | Jolyon Palmer     | Renault              | 1:32,905   |          |          | 18       | 9          |
| 19                    | 88       | Rio Haryanto      | Manor-Mercedes       | 1:33,098   |          |          | 19       | 9          |
| 20                    | 94       | Pascal Wehrlein   | Manor-Mercedes       | 1:33,151   |          |          | 20       | 9          |
| 21                    | 12       | Felipe Nasr       | Sauber-Ferrari       | 1:33,544   |          |          | 21       | 8          |
| 107%-os idő: 1:37,074 |          |                   |                      |            |          |          |          |            |
| NK[2]                 | 9        | Marcus Ericsson   | Sauber-Ferrari       | idő nélkül |          |          | boxutca  | 0          |

Megjegyzés:
- ↑ 1:  — Sebastian Vettel autójában sebességváltót kellett cserélni, ezért 5 rajthelyes büntetést kapott.[3]
- ↑ 2:  — Marcus Ericsson a harmadik szabadedzésen balesetet szenvedett, így nem tudott részt venni az időmérő edzésen.[4] Autóját teljesen újra kellett építeni, így csak a boxutcából indulhatott, miután orvosaitól megkapta vasárnap a rajtengedélyt.[5][6]

## Futam
A brit nagydíj futama július 10-én, vasárnap rajtolt.
| helyezés | rajtszám | versenyző         | csapat/motor         | futott kör | idő/kiesés oka | rajthely | pont |
| -------- | -------- | ----------------- | -------------------- | ---------- | -------------- | -------- | ---- |
| 1        | 44       | Lewis Hamilton    | Mercedes             | 52         | 1:34:55,831    | 1        | 25   |
| 2        | 33       | Max Verstappen    | Red Bull-TAG Heuer   | 52         | +8,250         | 3        | 18   |
| 3[1]     | 6        | Nico Rosberg      | Mercedes             | 52         | +16,911        | 2        | 15   |
| 4        | 3        | Daniel Ricciardo  | Red Bull-TAG Heuer   | 52         | +26,211        | 4        | 12   |
| 5        | 7        | Kimi Räikkönen    | Ferrari              | 52         | +1:09,743      | 5        | 10   |
| 6        | 11       | Sergio Pérez      | Force India-Mercedes | 52         | +1:16,941      | 10       | 8    |
| 7        | 27       | Nico Hülkenberg   | Force India-Mercedes | 52         | +1:17,712      | 8        | 6    |
| 8        | 55       | Carlos Sainz Jr.  | Toro Rosso-Ferrari   | 52         | +1:25,858      | 7        | 4    |
| 9        | 5        | Sebastian Vettel  | Ferrari              | 52         | +1:31,654      | 11       | 2    |
| 10       | 26       | Danyiil Kvjat     | Toro Rosso-Ferrari   | 52         | +1:32,600      | 15       | 1    |
| 11       | 19       | Felipe Massa      | Williams-Mercedes    | 51         | +1 kör         | 12       |      |
| 12       | 22       | Jenson Button     | McLaren-Honda        | 51         | +1 kör         | 17       |      |
| 13       | 14       | Fernando Alonso   | McLaren-Honda        | 51         | +1 kör         | 9        |      |
| 14       | 77       | Valtteri Bottas   | Williams-Mercedes    | 51         | +1 kör         | 6        |      |
| 15       | 12       | Felipe Nasr       | Sauber-Ferrari       | 51         | +1 kör         | 21       |      |
| 16       | 21       | Esteban Gutiérrez | Haas-Ferrari         | 51         | +1 kör         | 14       |      |
| 17[2]    | 20       | Kevin Magnussen   | Renault              | 49         | sebességváltó  | 16       |      |
| ki       | 30       | Jolyon Palmer     | Renault              | 37         | sebességváltó  | 18       |      |
| ki       | 88       | Rio Haryanto      | Manor-Mercedes       | 24         | kicsúszás      | 19       |      |
| ki       | 8        | Romain Grosjean   | Haas-Ferrari         | 17         | erőforrás      | 13       |      |
| ki       | 9        | Marcus Ericsson   | Sauber-Ferrari       | 11         | erőforrás      | boxutca  |      |
| ki       | 94       | Pascal Wehrlein   | Manor-Mercedes       | 6          | kicsúszás      | 20       |      |

Megjegyzés:
- ↑ 1:  — Nico Rosberg a második helyen fejezte be a futamot, azonban utólag kapott egy 10 másodperces időbüntetést, mert tiltott segítséget kapott a rádión csapatától, így visszaesett a harmadik helyre.[7]
- ↑ 2:  — Kevin Magnussen nem tudta befejezni a futamot, de helyezését értékelték, mivel a teljes versenytáv több, mint 90%-át teljesítette.

## A világbajnokság állása a verseny után
| H   | Versenyzők       | Pont | H   | Konstruktőrök        | Pont |
| --- | ---------------- | ---- | --- | -------------------- | ---- |
| 1.  | Nico Rosberg     | 168  | 1.  | Mercedes             | 335  |
| 2.  | Lewis Hamilton   | 167  | 2.  | Ferrari              | 204  |
| 3.  | Kimi Räikkönen   | 106  | 3.  | Red Bull-TAG Heuer   | 198  |
| 4.  | Daniel Ricciardo | 100  | 4.  | Williams-Mercedes    | 92   |
| 5.  | Sebastian Vettel | 98   | 5.  | Force India-Mercedes | 73   |
| 6.  | Max Verstappen   | 90   | 6.  | Toro Rosso-Ferrari   | 41   |
| 7.  | Valtteri Bottas  | 54   | 7.  | McLaren-Honda        | 32   |
| 8.  | Sergio Pérez     | 47   | 8.  | Haas-Ferrari         | 28   |
| 9.  | Felipe Massa     | 38   | 9.  | Renault              | 6    |
| 10. | Romain Grosjean  | 28   | 10. | Manor-Mercedes       | 1    |

(A teljes táblázat)

## Statisztikák
- Vezető helyen:
  - Lewis Hamilton: 51 kör (1-17) és (19-52)
  - Max Verstappen: 1 kör (18)
- Lewis Hamilton 55. pole-pozíciója és 47. győzelme.
- Nico Rosberg 19. leggyorsabb köre.
- A Mercedes 54. győzelme.
- Lewis Hamilton 94., Max Verstappen 3., Nico Rosberg 47. dobogós helyezése.
- Kimi Räikkönen 100. futama a Ferrari színeiben.[8]